# Cleora moniliata
Cleora moniliata är en fjärilsart som beskrevs av Fletcher 1953. Cleora moniliata ingår i släktet Cleora och familjen mätare. Inga underarter finns listade i Catalogue of Life.